# نانسي بريلي
نانسي بريلي (بالإيطالية: Nancy Brilli)‏ هي ممثلة إيطالية، ولدت في 10 أبريل 1964 بروما في إيطاليا.

## أعمال

### أفلام
- (1986) الشياطين 2

## وصلات خارجية
- نانسي بريلي على موقع IMDb (الإنجليزية)
- نانسي بريلي على موقع ألو سيني (الفرنسية)
- نانسي بريلي على موقع أول موفي (الإنجليزية)
- نانسي بريلي على موقع قاعدة بيانات الأفلام السويدية (السويدية)
- نانسي بريلي على موقع ديسكوغز (الإنجليزية)
- نانسي بريلي على موقع قاعدة بيانات الفيلم (الإنجليزية)
- نانسي بريلي على موقع كينوبويسك (الروسية)